# Apogonia watanabei
Apogonia watanabei är en skalbaggsart som beskrevs av Kobayashi 2010. Apogonia watanabei ingår i släktet Apogonia och familjen Melolonthidae. Inga underarter finns listade i Catalogue of Life.